# Super Seria 2003: Silvonde
Super Seria 2003: Silvonde, Grand Prix Holandii – indywidualne, drugie w 2003 r. zawody siłaczy z cyklu Super
Serii.
Data: 15 czerwca 2003

Miejsce: Silvonde (prowincja Geldria)  Holandia
WYNIKI ZAWODÓW:
| Miejsce | Zawodnik             | Kraj      | Punkty   |
| ------- | -------------------- | --------- | -------- |
| 1.      | Mariusz Pudzianowski | Polska    | 66,5     |
| 2.      | Žydrūnas Savickas    | Litwa     | 61,5     |
| 3.      | Jarno Hams           | Holandia  | 56       |
| 4.      | Raimonds Bergmanis   | Łotwa     | 51       |
| 5.      | Svend Karlsen        | Norwegia  | 51       |
| 6.      | Rene Minkwitz        | Dania     | 38       |
| 7.      | Anders Johansson     | Szwecja   | 38       |
| 8.      | Jarosław Dymek       | Polska    | 37,5     |
| 9.      | Sjaak Ruska          | Holandia  | 34,5     |
| 10.     | László Fekete        | Węgry     | 21       |
|         | Hugo Girard          | Kanada    | wyklucz. |
|         | Janne Virtanen       | Finlandia | wyklucz. |